# Shy'm
Vous lisez un « bon article » labellisé en 2012.
Shy'm (prononcé en anglais : [ʃaɪm]), de son vrai nom Tamara Marthe (née le 28 novembre 1985 à Trappes, dans les Yvelines), est une chanteuse, danseuse et actrice française. Révélée en 2005 grâce à sa collaboration avec le rappeur K.Maro sur la chanson Histoire de luv', elle s'impose rapidement sur la scène musicale française avec un style mêlant pop, RnB et variété française.
Au fil de sa carrière, elle sort plusieurs albums certifiés disque d’or ou de platine et remporte de nombreuses récompenses, dont cinq NRJ Music Award. Elle est également connue pour sa victoire lors de la deuxième saison de l'émission télévisée Danse avec les stars en 2011, ainsi que pour son rôle de jurée dans plusieurs saisons du programme. Elle se diversifie également comme actrice en jouant dans les séries Profilage et Cannes police criminelle toutes deux diffusées sur TF1.

## Biographie

### Enfance et débuts
Tamara Marthe naît d'un père martiniquais, Harry Marthe, et d'une mère normande,, Sophie Marthe. Dès sa jeunesse, elle baigne dans un univers musical puisque son père est musicien et chanteur à ses heures perdues et sa mère danseuse. Les genres musicaux comme le zouk et le rhythm and blues rythment son enfance et elle se passionne alors très tôt pour la danse et la musique, captivée par des artistes comme Tracy Chapman, Beyoncé ou les Red Hot Chili Peppers.
Bien qu'elle aime le chant, elle est longtemps incapable de se produire devant un public. Elle désire arrêter ses études pour danser et chanter, mais ses parents lui imposent l'obtention du baccalauréat. Elle obtiendra son bac littéraire à 17 ans. Entretemps, elle prend des cours de chant et s’exerce à la danse avec Olav Sibi, issu de la compagnie Black Blanc Beur, qui lui permet d'enregistrer ses premières maquettes. Ahmed Meflah promeut Shy'm auprès des maisons de disques à Paris, la faisant travailler avec Quentin Bachelet et Di Cee The Frenchkaviar (compositeur arrangeur) et produit des clips de démonstration afin de séduire de potentiels producteurs. Au sein des locaux de Warner, K. Maro découvre les maquettes de la chanteuse sur le bureau du directeur artistique. Cherchant justement une chanteuse à lancer, le chanteur-producteur lui fait passer une audition et Shy'm le rejoint à Montréal pour un essai qui s'avère concluant. Elle enregistre Histoire de luv' en featuring avec lui, premier single de l'album Million Dollar Boy de K. Maro, et choisit à ce moment-là Shy'm comme nom de scène (Shy pour timide, et m pour Martinique).

### Premiers succès (2006–2009)

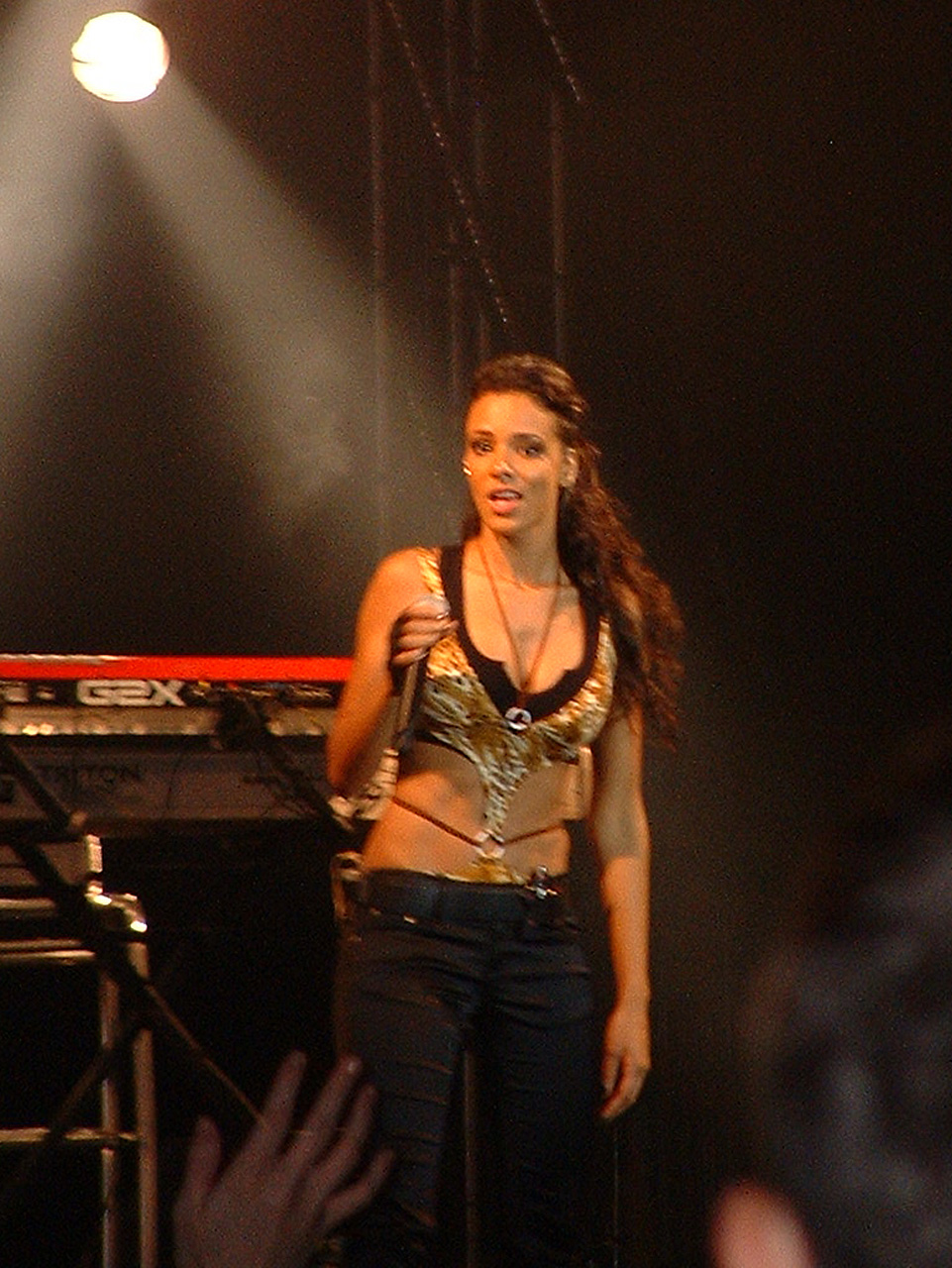
Shy'm en concert à Amiens en 2007.

À Montréal, Shy'm enregistre ensuite son premier album aux côtés de K. Maro et Louis Côté. Le 15 septembre 2006, sort son premier single, Femme de couleur, qui rencontre un succès immédiat (no 5 en France, no 6 en Belgique). Le 30 octobre, l'album Mes fantaisies est mis en vente. L'accueil critique et public est positif : en quelques mois, l'album devient disque de platine, s'écoulant à plus de 300 000 exemplaires, porté par les titres Victoire (no 4 en France et en Belgique), T'es parti et Oublie-moi. Une édition collector de Mes fantaisies, incluant un DVD et soutenu en radio avec le titre Rêves d'enfants, est publiée avant son premier Olympia à Paris, le 27 novembre 2007.
Début 2008, elle commence à travailler sur son deuxième album avec la même équipe de production, pour lequel elle fait ses débuts en tant qu'auteur. Le 7 juillet 2008, le premier extrait, La première fois, est publié. Avec ce nouveau single au style dance, Shy'm entame un virage musical en s'éloignant du RnB. Le 25 septembre 2008, paraît l'album Reflets, qui connaît un accueil critique plus mitigé que pour le premier,. Malgré tout, l'album se vend à plus de 100 000 exemplaires et est certifié disque d'or,, soutenu par les singles Si tu savais (no 2 en France) et Step Back avec Odessa Thornhill.

### Prendre l'air(2010–2011)
En mars 2010, paraît le single Je sais, premier extrait de son troisième album Prendre l'air, pour lequel elle souhaite « revenir avec un son différent sur le plan musical et évoluer ». Le single se classe 3e des ventes numériques. L'album sort, quant à lui, le 14 juin 2010. Si l'accueil critique est à nouveau mitigé,, l'album connaît un grand succès et remporte un triple disque de platine (350 000 ventes), grâce aux diffusions effrénées des titres Je suis moi, Prendre l'air, Tourne et En apesanteur, reprise de Calogero. En octobre, Shy'm effectue plusieurs premières parties pour Christophe Maé, notamment à Bercy, mais est contrainte d'annuler pour cause de maladie celles pour Enrique Iglesias.
Après plusieurs rumeurs sur la participation de Shy'm à l'Eurovision (où ce sera finalement Amaury Vassili qui sera choisi), elle participe à plusieurs projets : elle reprend Nathalie de Gilbert Bécaud pour l'album Libre de chanter du collectif Parole de femme, participe au concert de SOS Racisme au pied de la Tour Eiffel, et enregistre un duo avec Gérard Lenorman (Les jours heureux, sur l'album de ce dernier) et Michael Bublé (White Christmas). Un autre duo avec Nicole Scherzinger, Wet, était prévu mais a finalement été annulé.

### Danse avec lesstarsetCaméléon(2012–2013)

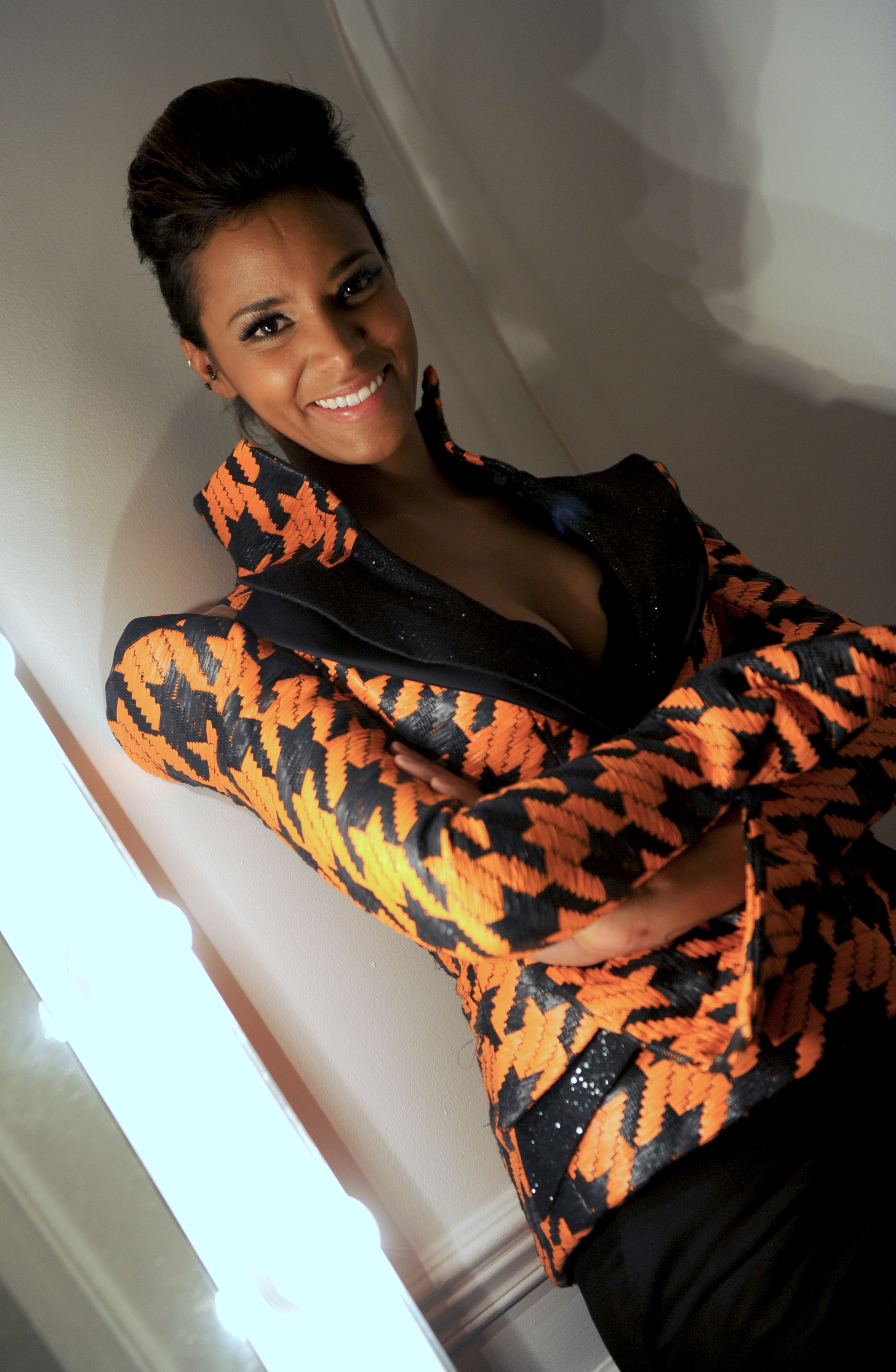
Shy'm, le 2 mars 2012 à Paris.

À l'automne 2011, elle participe à la deuxième saison de l'émission Danse avec les stars sur TF1, aux côtés du danseur Maxime Dereymez, et remporte la compétition le 19 novembre 2011. Cette exposition lui offre une notoriété beaucoup plus importante. Elle entame sa première tournée, Shimi Tour, dont la première représentation a lieu au Zénith de Paris le 20 décembre 2011. En janvier 2012, elle remporte le NRJ Music Awards 2012 de l'Artiste féminine francophone de l'année. En pleine préparation de son quatrième album, elle met en ligne gratuitement en avril un titre inédit, afin de remercier ses fans de leur soutien depuis le début de sa carrière, Shimisoldiers.

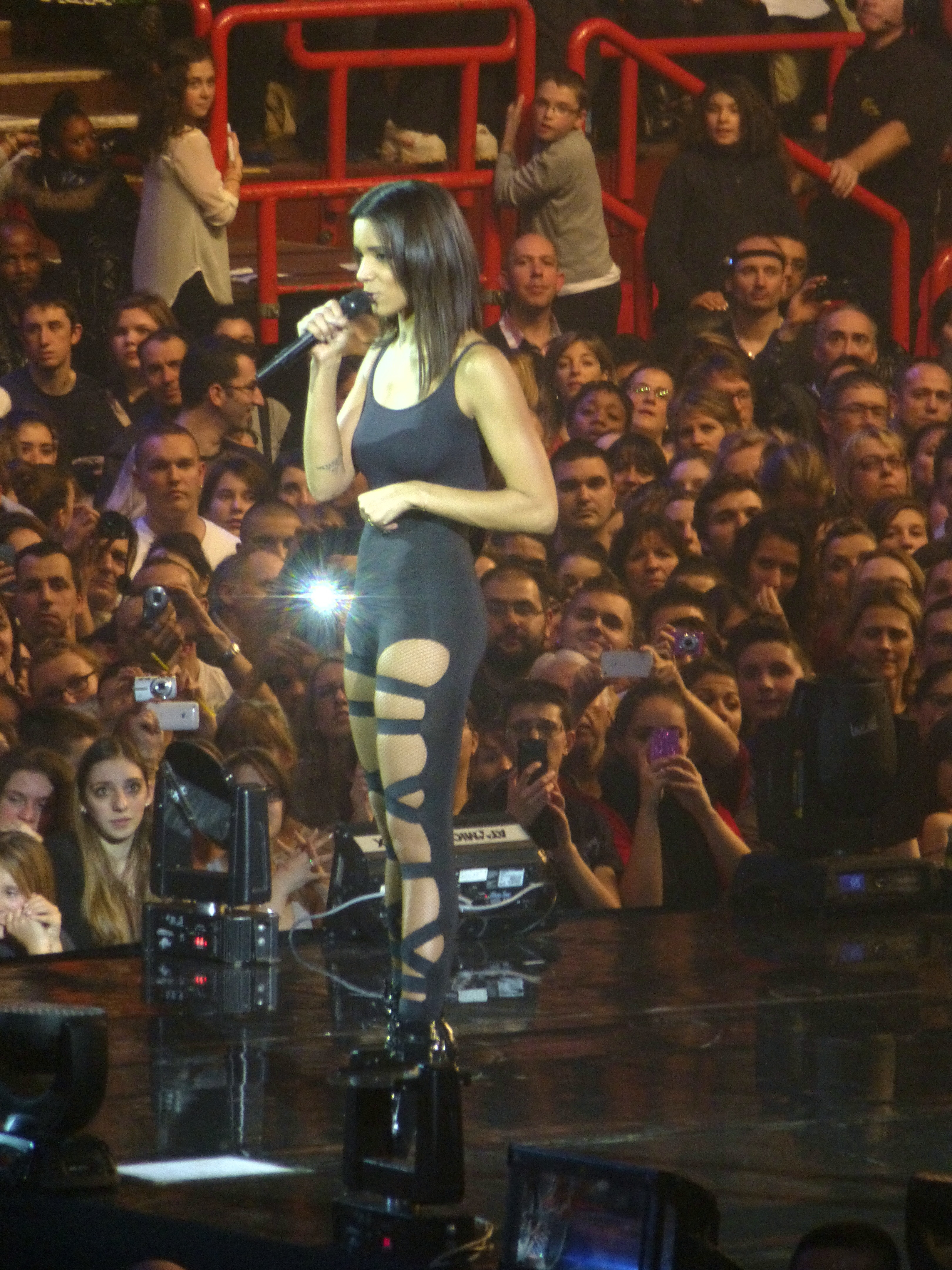
Shy'm lors de son concert à Bercy.

Le jour de sortie du quatrième album Caméléon, la maison de disque ressort ses trois premiers albums dans un coffret nommé L'Intégrale. Il contient quelques chansons inédites et un DVD réunissant les DVD des rééditions de Mes fantaisies et Prendre l'air ainsi qu'un DVD de Reflets. Ce coffret contient aussi un poster dédicacé et un badge. Début mai, le premier single, Et alors !, est publié. Fin juin, la chanteuse décroche son premier no 1 lors de la sortie de l'album Caméléon, qui devient rapidement double disque de platine (290 000 ventes). Après avoir connu une accusation de plagiat pour le clip de Et alors !, la chanteuse s'attire les foudres de la censure pour le clip suivant, On se fout de nous (censure annulée depuis). Alors que l'exploitation de l'album se poursuit, la chanteuse devient membre du jury pour la saison 3 de Danse avec les stars. Elle participe également à la compilation Génération Goldman. Le 26 novembre 2012, la chanteuse réédite une première fois son album pour fêter la vente de ses 100 000 exemplaires. Cette version deluxe promue par les singles Et si, sorti le 5 novembre, et l’inédit White Christmas en duo avec Michael Bublé, sorti le 23 novembre, comprend également la reprise de Charles Aznavour, Comme ils disent, un remix de Et alors, un poster et un DVD de 25 minutes d’images exclusives.
Le 4 janvier 2013, Shy'm termine sa première tournée (débutée en décembre 2011) à Bercy. Fin janvier, aux NRJ Music Awards 2013, elle remporte le prix de l'Artiste féminine francophone de l'année pour la deuxième année consécutive. Le 20 mai 2013, une nouvelle réédition de son album est lancée. Le support collector recèle le CD Caméléon et un DVD live avec l’intégralité de son premier show sold out à Paris-Bercy. Cette réédition est promue par les singles Caméléon en duo avec K. Maro et Contrôle, sortis respectivement le 8 avril et le 16 mai 2013. Le 16 août 2013 est commercialisé un coffret Caméléon, contenant le dit album et ainsi que le précédent, Prendre l’air. Le 4 décembre 2013, Shy'm lance sa marque de prêt-à-porter, As I am, dont les prix très élevés créent la polémique. Elle déclare alors vouloir faire une pause de sept à huit mois et la volonté de « revenir avec un nouveau projet ».

### Solitaire(2014–2015)
Début 2014, la chanteuse réalise finalement son break musical et s’envole seule pour l'Afrique du Sud, un pays pour lequel elle a un véritable coup de cœur, au point de s'offrir un tatouage en hommage au Cap. Grâce à ses voyages en Afrique du Sud, Shy'm a pu retrouver l'inspiration afin d'enregistrer son nouvel album Solitaire. Le 25 août 2014, la chanteuse sort le court-métrage La Nuit, où elle campe un personnage complexe. Un road-trip troublant dans lequel on peut entendre[style à revoir], Save My Way, premier titre dévoilé issu de son futur album. Sur une idée originale de Tamara Marthe, le mini road movie en noir et blanc a été réalisé par Stéphane Vallée, réalisateur des clips Lazy Days de Bruno Mars et Princess of China de Coldplay et Rihanna.
Le 15 septembre 2014, paraît le single La Malice premier extrait de son cinquième album Solitaire, dont le clip coréalisé par la chanteuse, dans lequel on la voit multiplier les poses lascives, montre une évolution de l'image de l'artiste, beaucoup plus sexy que d'accoutumée. D'autres clichés publiés dans le même temps sur Instagram, laissant apparaître les courbes de l'artiste, confirment l'avènement de cette image de séductrice. Afin de promouvoir l'album auprès du grand public, Shy'm effectue à partir du 15 novembre 2014 des performances controversées du single L'effet de serre dans un certain nombre de shows télévisés dont certains ont été censurés. À chacun des show, la chanteuse est habillée de lingerie blanche et chante sur un lit où elle semble seule avant d’être rejoint par plusieurs danseurs masculins également en sous vêtements qui étaient cachés à différents endroits de la scène avant d’enchaîner des danses lascives évoquant une partie fine dont le centre d’attention est la chanteuse. Le clip réalisé par Roy Raz, réalisateur des clips Lonely Lisa de Mylène Farmer et Echo (You and I) de Anggun, sort le 8 décembre 2014 et fait immédiatement polémique avec des scènes toujours plus sensuelle entre la chanteuse et ses danseurs dans un univers médical avec une opération à cœur ouvert. Le 23 janvier 2015, la chanteuse fait à nouveau parler d'elle en ne se rendant pas au tribunal correctionnel de Paris où elle était attendue et en sortant une version étendu de son dernier clip où elle apparaît seins nus, des mains d’un homme recouvrant sa poitrine.
Sorti le 24 novembre 2014, l'album, est certifié disque de platine, pour plus de 110 000 ventes le 17 mars 2015 et sera porté par deux autres singles en 2015 : On s'en va et Silhouettes. Une nouvelle tournée est programmée, Paradoxale Tour, comportant une cinquantaine de dates et notamment deux soirs à Bercy les 17 et 18 novembre 2015. La tournée suscite la controverse à cause de la chanteuse Ysa Ferrer, qui lui reproche d'avoir copié le concept de son show à Bobino (le Paradoxal Show) et de s'être beaucoup trop inspirée de son univers sur ses pochettes de singles.

### À nos dix ansetBercy(2015–2016)

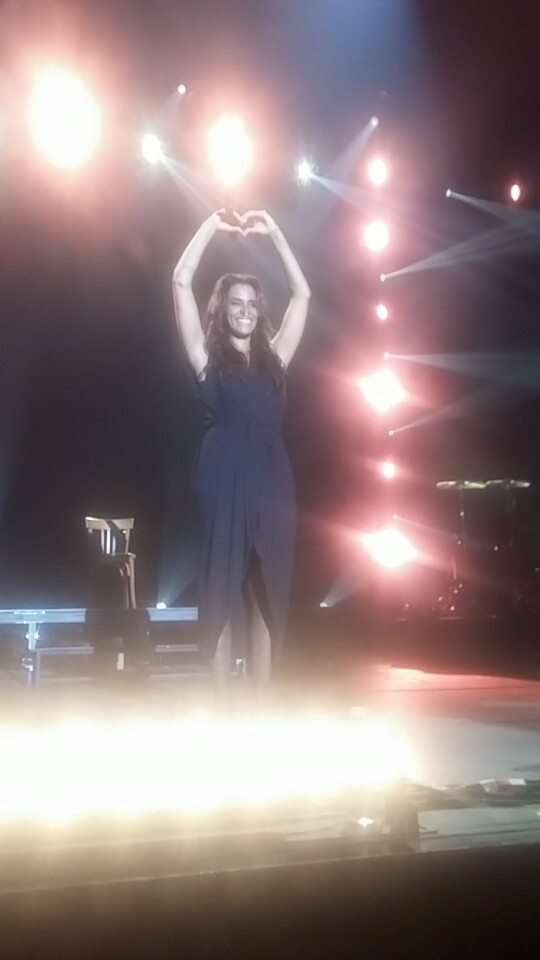
Shy'm lors du Paradoxal Tour, en 2015.

Pour fêter ses 10 ans de carrière dans l'industrie de la musique, Shy'm sort une compilation de ses plus grands succès intitulé À nos dix ans, le 9 octobre 2015. En plus de ses précédents singles, cette compilation comprend deux inédits, Il faut vivre et Tandem. Le lendemain parait la vidéo Medicine dans lequel la chanteuse offre une performance de danse pour les besoins d'un court-métrage de Charles Baldassarra sur l'addiction. Shy'm y effectue une chorégraphie contemporaine en duo avec Zack Benitez, sur une musique du groupe Daughter. Le disque est certifié disque d'or pour plus de 70 000 ventes par la SNEP et le 7 novembre 2015, la chanteuse remporte le NRJ Music Award de l'Artiste féminine francophone de l'année, et est récompensée au cours de la cérémonie d'un disque de diamant honorifique pour l'ensemble de sa carrière.
À la suite des attentats du 13 novembre 2015 de Paris revendiqués par l'organisation terroriste État islamique (Daech), l’état d’urgence est déclarée et tous les concerts en France sont annulés. Le 17 novembre 2015, Shy’m est la première chanteuse à faire la réouverture des salles de concerts à l’AccorHotels Arena (Bercy). Elle rendra hommage aux victimes des attentats à plusieurs reprises aux cours des deux soirées de concert avec notamment une minute de silence et en chantant La Marseillaise avec le public. Vers la fin de la première date, la chanteuse tente un happening (ou un slam) en se jetant dans le public, dans l'espoir que ses fans la récupèrent, comme le font certains groupes de rock. Cela avait toujours été son rêve,. Cependant, les spectateurs ne la récupèrent pas et Shy'm tombe à même le sol, elle fera l'objet d'une attention des médias. La chanteuse dit ne pas être tombée sur le sol, mais l'avoir effleuré, certaines personnes ont pu la recueillir. À la suite de cet incident, elle a perdu une dent. Sa chute ayant fait le tour du monde, le court extrait vidéo est repris dans l'émission à succès Last Week Tonight, diffusée sur la chaîne HBO aux États-Unis. Depuis, cette chute est rapidement devenue un mème.
La chanteuse remonte sur les planches de l'AccorHotels Arena le 4 décembre 2015 aux côtés de grands artistes français et internationaux qui ont marqué l’histoire de ce lieu, à l’occasion des 30 ans de Bercy pour un show diffusé en direct sur TF1.
En janvier 2016, elle participe à l'album hommage Balavoine(s) avec la reprise du titre Vivre ou survivre ainsi qu’au concert-hommage, Génération Balavoine, au Zénith de Paris retransmis en direct sur TF1. Le 5 août 2016 paraît le coffret Best Of contenant À nos dix ans ainsi que l’album Solitaire.

### Héros(2017–2018)
En 2017, Shy'm revient avec Héros, un album marqué par des influences pop et électro, à l’image de Mayday, son premier single en duo avec le rappeur américain Kid Ink. Ce titre, aux sonorités urbaines et internationales, traduit une volonté d’explorer un son plus moderne et calibré pour les radios. Cependant, après un accueil mitigé du public et des critiques face à ce premier extrait, l’album est en partie réenregistré afin d’y apporter une nouvelle direction artistique. Pour tenter de redresser la promotion, Shy’m mise sur le single Si tu m'aimes encore, une ballade plus émotionnelle qui contraste avec les sonorités électro de Mayday. Ce titre est largement interprété par la chanteuse sur plusieurs plateaux télé, lui permettant de rester présente médiatiquement malgré des ventes d’album en demi-teinte. L'un des moments marquants de cet album reste également le titre Madinina, une chanson hommage à ses origines martiniquaises, qu’elle interprète avec son père. Ce morceau, empreint de douceur et de nostalgie, dévoile une facette plus intime de l’artiste et met en avant son attachement à ses racines. Malgré ces ajustements, la production de l’album prend du retard, contraignant l’artiste à annuler plusieurs dates de concerts, notamment une mini-tournée intimiste prévue en juin,,. Si officiellement, ces reports sont dus à un décalage de la sortie de l’album de l’été à la rentrée, certains estiment que la faible demande en billetterie en serait la véritable raison.
Même avec une tournée de 34 dates en France, au Luxembourg, en Belgique et en Suisse proposant un show plus intime et épuré que ses spectacles précédents, Héros peine à séduire le public. En fin d’exploitation, l’album ne s’écoule qu’à 30 000 exemplaires exemplaires, marquant ainsi le premier échec commercial de Shy’m, qui jusque-là avait enchaîné les succès.

### Agapé(2019)
En décembre 2018, lors de la finale de la saison 9 de Danse avec les stars, Shy'm y chante un medley de ses plus grands tubes et dévoile un extrait inédit, La Go, marquant le début d’un nouveau chapitre musical. Ce titre aux sonorités urbaines et modernes, fidèle à ses influences premières, fuite rapidement sur Internet le 16 décembre et est relayé sur Twitter avant d’être officiellement commercialisé le 24 décembre. Le 26 avril 2019, elle dévoile son septième album, Agapé, un projet profondément personnel où elle renoue avec ses racines RnB et hip-hop. Pour la première fois de sa carrière, cet album n’est pas produit par K-Maro, son mentor et collaborateur historique. Cette rupture marque une véritable évolution artistique pour Shy’m, qui s’entoure cette fois-ci d’une nouvelle équipe et de producteurs issus de la scène urbaine actuelle.
Sur Agapé, elle s'entoure également d’artistes influents tels que L'Algérino, Kayna Samet, Vegedream, Youssoupha, Jok'Air, Kemmler, Chilla ou encore Brav, affirmant ainsi son retour à des sonorités plus brutes et authentiques. Afin d’impliquer son public dans cette nouvelle aventure, elle lance le jeu de piste #jaichercheagape, incitant ses fans à retrouver des pochettes d’album disséminées dans Paris. Le 7 mai, elle interprète Olé Olé aux côtés de Kayna Samet et Chilla en live sur France 5, poursuivant la promotion de l’album.
Le 7 juin 2019, elle démarre l’Agapé Tour, une tournée aux influences urbaines inspirée des grands shows américains, mêlant danseurs et choristes. Durant cette tournée, elle tourne le clip de Sourire, son duo avec L'Algérino. En parallèle, Shy'm multiplie les collaborations : elle apparaît sur l’album Sex in the City du rappeur Lorenzo avec le titre Nous deux et participe à la compilation Back dans les Bacs en reprenant le classique Simple et funky de l’Alliance Ethnik, qu’elle interprète lors de l’émission 31 décembre sur le plateau de La chanson française fête le 31 sur France 2. Le 17 juin 2019, elle étend son univers artistique en lançant Agapé World, une collection de vêtements urbains en accord avec l’identité de l'album. Malgré une direction artistique affirmée et une implication forte dans la promotion, Agapé peine à rencontrer le succès commercial escompté, illustrant une période plus difficile pour l’artiste sur le plan des ventes. Cependant, cet album marque une transition majeure dans la carrière de Shy’m, symbolisant son indépendance artistique et son désir de se réinventer en dehors de l’ombre de K-Maro.

### Cinéma,Profilageet maternité (depuis 2020)
Au printemps 2020, Shy'm annonce une pause musicale pour se lancer dans une carrière d'actrice en obtenant le rôle d'Élisa Bergman, personnage principal de la saison 10 de la série Profilage après s’être essayé au doublage du personnage de Wanda dans le film d'animation Royal Corgi, qui est sorti le 10 avril 2019 au cinéma. Il s'agissait alors de son premier doublage et la chanteuse a avoué que doubler un personnage était un rêve depuis enfant,. Le premier épisode de cette saison est diffusé le 12 mars 2020 (en France sur TF1) et le 29 février (en Belgique). La série, diffusée jusqu’en août 2021, reçoit essentiellement des réactions positives. En parallèle, elle collabore avec la marque de cosmétiques Black|Up pour sortir une collection de maquillage composé de fards à paupières liquides, rouges à lèvres, faux-cils aimantés et une palette de 10 fards.
f
Le 24 octobre 2020, la chanteuse dévoile le titre Boy afin d'annoncer qu'elle est enceinte d'un garçon,. Le 4 décembre, l'artiste sort le single Ensemble. En 2021, elle devient l’égérie de la marque de crème Pin Up Secret et sort deux singles, Tadada Tututu et Sunset Pyromane. En fin d’année, elle est l’oratrice d’un conte de Noël audio La fille de Noël. Après avoir tourné dans Profilage, Tamara revient devant la caméra au casting d’une nouvelle série policière intitulée Cannes police criminelle, annoncée lors du festival Canneséries le lundi 4 avril 2022 et présente son nouveau single Elle danse encore.
Depuis le 28 août 2023, Shy’m rejoint la série Un gars, une fille (au pluriel), diffusée sur TF1, qui comprend des duos d'acteurs qui rejouent les différentes scénettes de la série. En 2024, elle fait partie du casting du film Quatre Zéros de Fabien Onteniente, qui sort le 23 octobre 2024.

## Environnement artistique

### Style musical, voix, thèmes et influences
La musique de Shy'm provient de différents styles musicaux dont le RnB, la soul, la pop et l'electro. Au cours de sa carrière, la chanteuse délaisse peu à peu le RnB pour des sonorités plus pop. En 2019 avec son album Agapé, elle opère un virage vers la musique urbaine. Dans son premier single, Femme de couleur, elle aborde le métissage, tandis que dans la chanson Victoire, les paroles évoquent la célébrité comme moyen d'échapper à une existence tracée (ce qui est symbolisé dans le clip, « sur les marches de l'escalier l'amenant vers la gloire »). Dans T'es parti, elle aborde le fait que deux de ses amis sont en prison.
La tessiture vocale de Shy'm est celle de contralto. Avec la sortie de son deuxième album, Reflets, elle aborde de nouveaux styles musicaux, dont la dance et la pop. Les paroles sont là plus matures. Dans Ma peur, la chanteuse aborde sa peur et le trac avant de monter sur scène. Le thème du trac sur scène sera de nouveau évoqué dans l'album Caméléon avec la chanson Sur la route.
Le troisième album Prendre l'air aborde des sujets différents comme les saynètes sentimentales, la société qui impose une cadence (Tourne), les inégalités (Loin derrière) ou les enfants malades (Petit Tom),. Le clip de Je suis moi contient des références cinématographiques comme La Fille sur le pont de Patrice Leconte, Freaks de Tod Browning ou les clips d’Optimistique-moi de Mylène Farmer et de Circus de Britney Spears. Avec Solitaire, son cinquième album, Shy'm propose différents thèmes de prédilections, la liberté (La Malice), les désarrois sentimentaux (Inverser les rôles) et des textes plus sombres (Save My Way).

### Image publique et mode

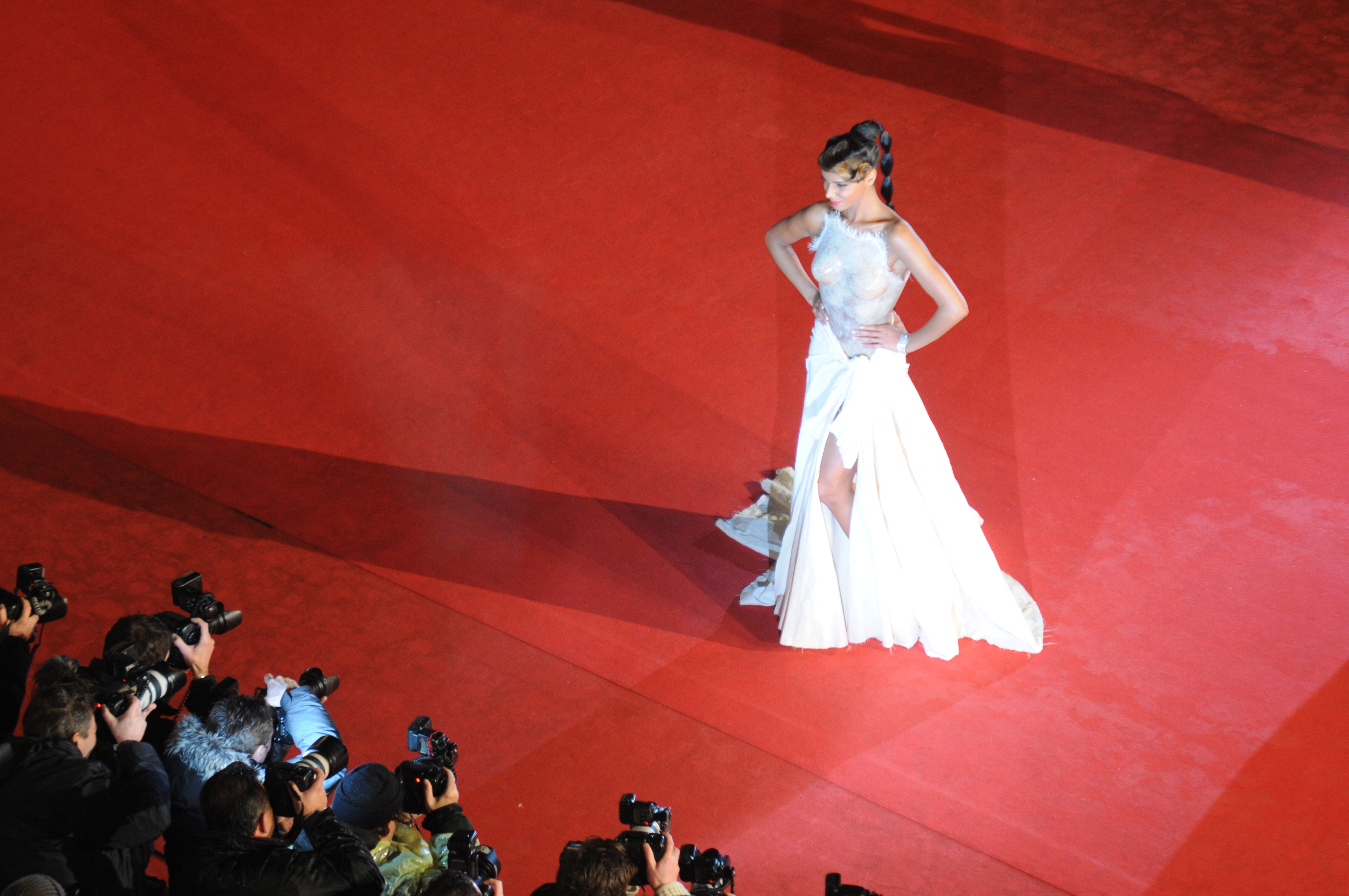
Shy’m portant une robe en fibre de verre lors des NRJ Music Awards 2012.

À la sortie de son deuxième album, Reflets, la chanteuse évolue vers une image plus féminine, avec le clip La première fois. En janvier 2012, après avoir participé au défilé du couturier Franck Sorbier l'été juste avant, elle apparaît sur le tapis rouge de la cérémonie des NRJ Music Awards 2012 avec un bustier du créateur. L'habit de la chanteuse est largement commenté dans la presse les jours suivants. La chanteuse évoquera ces réactions dans la chanson Et alors !. En juillet 2012, elle intervient de nouveau à la fin du défilé du couturier Franck Sorbier habillée d'un bustier du créateur.
En août 2012, avec la sortie du clip On se fout de nous, l'image de la chanteuse évolue. Le site musical Charts in France qualifie le clip de « torride », où elle apparaît dénudée dans de la lingerie de la marque Triumph.
Le 26 janvier 2013, sur le tapis rouge de la cérémonie des NRJ Music Awards, la chanteuse apparaît en robe noire moulante et décolletée dans le dos. Cette robe fait à nouveau réagir plusieurs médias, du fait de sa transparence et de l'absence de soutien-gorge. Lors de l'interprétation de la chanson Et Alors !, elle embrasse l'une de ses danseuses, apportant ainsi son soutien au mariage pour tous : habillée d'une robe de mariée, elle commence sa prestation sur une pièce-montée aux couleurs arc-en-ciel, rappelant la prestation de Madonna avec Britney Spears et Christina Aguilera lors des MTV Video Music Awards 2003.
En 2013, Shy'm lance sa propre ligne de vêtements, As I Am, avec l'aide de Ninon Palisse. Sa première collection, Narnia, sort en 2014 et est jugée trop cher par ses fans. Elle sort une seconde collection baptisé Cristaux au printemps 2015 dont le leitmotive est de créer des silhouettes « impertinentes et contemporaines ». En 2016, une nouvelle collection, nommée Iceberg, sort puis, en 2019, en parallèle de la sortie de son album Agapé, elle sort une dernière collection de streetwear baptisé Agapé World.
En novembre 2015, elle fait l'objet d'une attention des médias à la suite d'une tentative de slam ratée. Le court extrait vidéo est notamment repris dans l'émission à succès Last Week Tonight aux États-Unis. Cette chute devient rapidement un mème. Le 3 octobre 2016, elle fait une apparition remarquée avec une nouvelle coupe garçonne blonde platine réalisée par l'Oréal Paris Professionnel au Grand Palais, pour la Fashion Week de Paris.
En 2018, elle devient l’égérie de la marque de sport Adidas, marque qui la suit sur ses costumes de scène de ses Concerts Exceptionnels.
Le 3 février 2020, la chanteuse devient le nouveau visage de Black-Up, marque indépendante de maquillage experte des teints noirs et métis, distribuée dans les magasins Sephora. En juin 2020, la collection est lancée au Maroc en exclusivité chez Beauty Success.
Depuis 2021, elle est l'égérie de la marque de soin du visage Pin-up Secret.

## Philanthropie

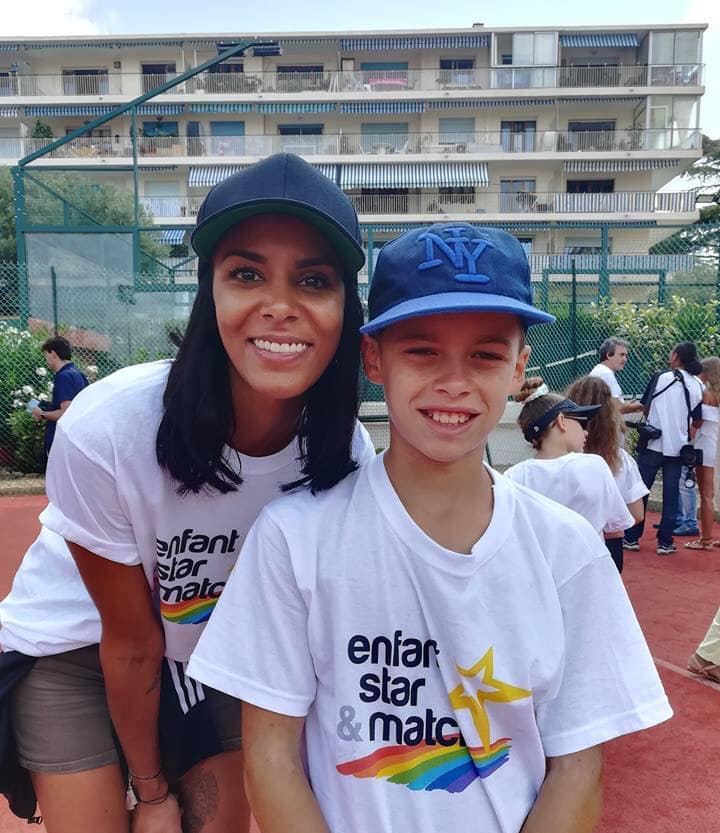
Shy’m avec un enfant lors d’un événement Enfant Star et Match.

En 2010, Shy'm participe à un spectacle sur la scène de l'Olympia de Montréal (Canada) qui associe la mode et la musique au profit de la fondation du centre hospitalier universitaire Sainte-Justine de Montréal. Puis, en décembre, elle prend part à une soirée de l'association caritative Fight Aids Monaco.
En 2011, la chanteuse contribue au Collectif Paris Africa afin de lutter contre la famine en Afrique. Elle enregistre avec 60 artistes la chanson Des ricochets et l'album Collectif Paris-Africa pour l'Unicef.
Entre 2012 et 2016, sauf l'année 2015, Shy'm fait partie de la troupe des Enfoirés, de l'association caritative des Restos du cœur. Elle y fait son retour en 2024 et maintient sa participation en 2025.
Le 26 juin 2013, Shy'm devient la marraine du 1er régiment d'artillerie basé à Bourogne, en Franche-Comté.
En mars 2020, elle fait partie des 300 célébrités unies dans la chanson Et demain ? dédiée au personnel soignant afin de les remercier de leur travail et de leur bienveillance durant la difficile période de confinement dû au Coronavirus (COVID-19). En juin 2020, elle soutient dans les médias le mouvement Black Lives Matter, après la mort de George Floyd, un afro-américain asphyxié par un policier blanc aux États-Unis.

## Télévision
Parallèlement à sa carrière musicale, Shy'm participe en 2011 à la saison 2 de l'émission Danse avec les stars sur TF1, où elle remporte la victoire face à Philippe Candeloro. À la suite de ce succès, elle rejoint le jury de l’émission pour les saisons 3 et 4, avant de céder sa place à M. Pokora à partir de la saison 5. En 2016, elle fait un retour ponctuel en tant que juge remplaçante de Marie-Claude Pietragalla lors du cinquième prime de la saison 7, puis retrouve son rôle de jurée pour les saisons 9 et 10. En 2024, elle est invitée comme juge pour le deuxième prime de la première saison de Danse avec les stars d'Internet.
Le 27 juin 2017, elle présente comme animatrice star, l'émission Les Copains d'abord chantent l'été sur France 2, aux côtés de l'acteur Antoine Duléry. Toujours en 2017, elle collabore avec M6 sur plusieurs émissions. Elle devient la présentatrice de la saison 13 de la Nouvelle Star, puis participe à l'émission À l'état sauvage le 9 octobre 2017 aux côtés de Mike Horn où elle effectue un trek de quatre jours au Népal et participe à l'émission Les Kids United fêtent Noël le 23 décembre 2017.
En 2020, Shy'm fait ses débuts en tant qu’actrice en rejoignant le casting de la série policière Profilage, diffusée sur TF1. Elle incarne Elisa Bergman, une psychologue, criminologue ainsi que la nouvelle coéquipière du commandant Rocher, joué par Philippe Bas. La chanteuse devenue comédienne a réussi son arrivée dans la série, le public a été enthousiaste à l'annonce de celle-ci. Elle poursuit sa carrière d’actrice en 2023 avec la série Cannes police criminelle. Le 13 février 2025, elle est annoncée pour faire partie du jury de Drag Race France All Stars aux côtés de Nicky Doll, Daphné Bürki et Loïc Prigent.

## Vie personnelle
Shy’m a été en couple en 2012 avec le mannequin allemand Daniel Bamdad, rencontré sur le tournage du clip On se fout de nous, bien que leur relation n’ait jamais été officiellement confirmée.
En septembre 2015, elle officialise sa relation avec le tennisman Benoît Paire. Le couple se sépare en septembre 2017 après deux ans de relation.
À partir de la fin de l’année 2018, elle entretient une relation avec le musicien Tanel Dérard, fils de la chanteuse Helena Noguerra. Le couple se sépare en août 2022, peu après la naissance de leur fils prénommé Tahoma, né le 22 janvier 2021,. Shy’m choisit de préserver l’identité du père et élève seule son enfant, se décrivant publiquement comme « maman solo ».
En mai 2024, des rumeurs de relation entre Shy’m et le chanteur Jérémy Frérot apparaissent dans la presse. La chanteuse confirme leur couple en septembre 2024, tout en exprimant son souhait de rester discrète sur sa vie privée. Ils apparaissent ensemble pour la première fois en janvier 2025 lors du concert des Enfoirés à Montpellier.

## Discographie
- 2006 : Mes Fantaisies
- 2008 : Reflets
- 2010 : Prendre L'air
- 2012 : Caméléon
- 2014 : Solitaire
- 2015 : À nos dix ans
- 2017 : Héros
- 2019 : Agapé

## Tournées
Au début de sa carrière, Shy'm participe à une mini-tournée intitulée Ricard SA Live Music, qui la mène à travers plusieurs festivals en France entre mai à juin 2007. Ce premier tour de chant lui permet de promouvoir son album Mes Fantaisies. En 2010, elle assure la première partie de Christophe Maé sur cinq dates, dont deux au Paris Bercy, pour accompagner la sortie de son troisième album, Prendre L'air.
Entre 2011 et 2019, elle enchaîne quatre grandes tournées, se produisant dans des salles prestigieuses, dont trois Paris-Bercy en tête d’affiche. Ses concerts, largement chorégraphiés, allient costumes élaborés, effets visuels et séquences diffusées sur écran géant. Elle est généralement entourée d’une dizaine de danseurs.
Sa première tournée, Shimi Tour se déroule en France, Belgique et Suisse entre 2011 et 2013, portée par le succès de ses albums Prendre l'air et Caméléon. Elle propose un spectacle énergique, mêlant danse et performances vocales. L'un des effets visuels les plus remarquables est lorsque la chanteuse est suspendue au-dessus des spectateurs pendant la chanson Contrôle.
Le Paradoxale Tour débute en 2015 et soutient l’album Solitaire et le best-of À nos 10 ans. Elle passe en Belgique, en Suisse, en France et fera deux fois le palais omnisports de Paris-Bercy. Cette tournée se distingue par une scénographie avant-gardiste et des thèmes explorant la dualité. Les spectateurs sont face à la scène qui est composée d'un écran triptyque géant sur le fond du plateau, les musiciens sont repartis à gauche et à droite de la scène et au centre, un immense cube semi-transparent. Shy'm y allie des visuels saisissants à des chorégraphies sophistiquées.
Les Concerts exceptionnels est lancée en mars 2018. Basée sur l'album Héros, cette tournée propose un show plus intime et introspectif, avec un mélange de ballades émouvantes et de morceaux entraînants.
L’Agapé Tour, lancé le 7 juin 2019, marque un virage plus urbain et moderne, à l'image de l’album Agapé. Le spectacle repose sur une mise en scène brute et immersive : un immense échafaudage à deux niveaux occupe le fond de la scène, où évoluent Shy'm, ses danseurs et ses choristes, créant une atmosphère à la fois authentique et énergique.
| Année(s)        | Nom                    | Dates           | Album soutenu             |
| Promotionnelles | Promotionnelles        | Promotionnelles | Promotionnelles           |
| --------------- | ---------------------- | --------------- | ------------------------- |
| 2007            | Ricard SA Live Music   | 8               | Mes Fantaisies            |
| 2022            | Shy’m - On Stage       | 8               | Tous                      |
| 2025            | La Kermesse            | 3               | Tous                      |
| Première partie |                        |                 |                           |
| 2007            | K-Maro Live Tour       | 2               | Mes Fantaisies            |
| 2010            | On trace la route      | 5               | Prendre L'air             |
| Tête d'affiche  |                        |                 |                           |
| 2011 - 2013     | Shimi Tour             | 50              | Prendre L'air / Caméléon  |
| 2015            | Paradoxale Tour        | 50              | Solitaire / À nos dix ans |
| 2018            | Concerts Exceptionnels | 40              | Héros                     |
| 2019            | Agapé Tour             | 20              | Agapé                     |
| Concert unique  |                        |                 |                           |
| 2008            | Shy'm à l'Olympia      | 1               | Reflets                   |

## Mode

### Marques de vêtements
- 2013 : As I Am[146]
  - 2014 : Collection Narnia
  - 2015 : Collection Cristaux
  - 2016 : Collection Iceberg
  - 2019 : Collection Agapé World[120]

### Ligne de cosmétiques
- 2020 : Black|Up x Shy'm[147]

### Égérie
- 2007 : Samsung F210 (portable)[148]
- 2010 : Eau Jeune (parfum)
- 2011 : Les Sims 3 (jeu vidéo)[149]
- 2012 : YoT (montres)[150]
- 2017 - 2018 : Adidas (marque de sport)[121]
- 2017 : Fossil (marque de montres)[151]
- 2021 à 2023 : PinUp Secret

### Livre audio
- 2021 : La fille de Noël

## Filmographie
- 2019 : Royal Corgi (film d’animation) : Wanda[90],[91]
- 2020 : Profilage (série télévisée, TF1) de Jeremy Minui[152] : Élisa Bergman (rôle principal, saison 10)[153],[134]
- 2020 : Au secours, bonjour (série télévisée, France 2) de Guillaume Lacroix[154] : elle-même
- 2022 : Close Up (Web-série) de Florent Koziel
- 2023 : Un gars, une fille (au pluriel) : Chouchou
- 2023 : Cannes police criminelle (série télévisée, TF1) de Camille Delamarre : Léa Robert
- 2024 : Quatre Zéros de Fabien Onteniente : Sarah Marbello
- 2025 : Cat's Eyes (série télévisée, TF1) : Gwen Assaya (saison 2)